# George Chinnery

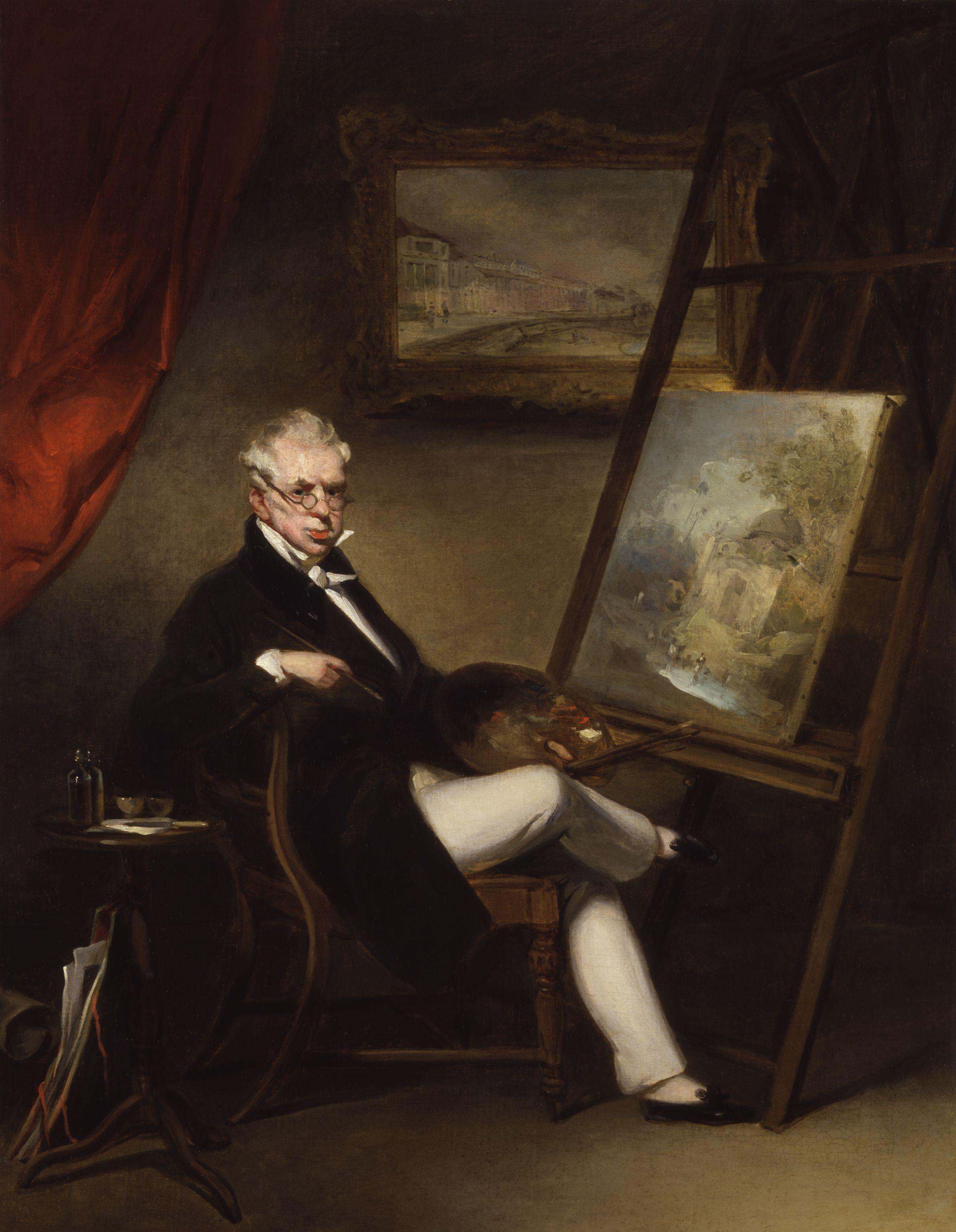
Selbstporträt (circa 1840)

George Chinnery (* 5. Januar 1774 in London; † 30. Mai 1852 in Macau) war ein britischer Maler, der vor allem in Indien und China wirkte.

## Leben
Chinnery erhielt seine Ausbildung an den Schulen der Royal Academy of Arts und machte sich dann ab 1796 als Künstler zunächst in Irland einen Namen. 1799 heiratete er in Dublin Marianne Vigne.
Später kehrte er nach London zurück. Vermutlich aufgrund hoher Schulden musste Chinnery 1802 aus seiner Heimatstadt fliehen, in der er seine Frau und Kinder zurückließ, und reiste nach Indien. Seine Familie sah er erst 16 Jahre später in Indien wieder. Dort wurde er zum führenden Künstler der britischen Gemeinde und porträtierte zahlreiche Kolonialbeamte und Unternehmer. Daneben hielt er aber auch das Leben der indischen Bevölkerung in zahlreichen Zeichnungen und Aquarellen fest.
Trotz seiner guten Auftragslage war Chinnery ständig in Geldnöten. 1825 musste er, erneut hochverschuldet, vor seinen Gläubigern nach China fliehen. Dort lebte er bis zu seinem Tod 1852 in Macau.

## Werke (Auswahl)

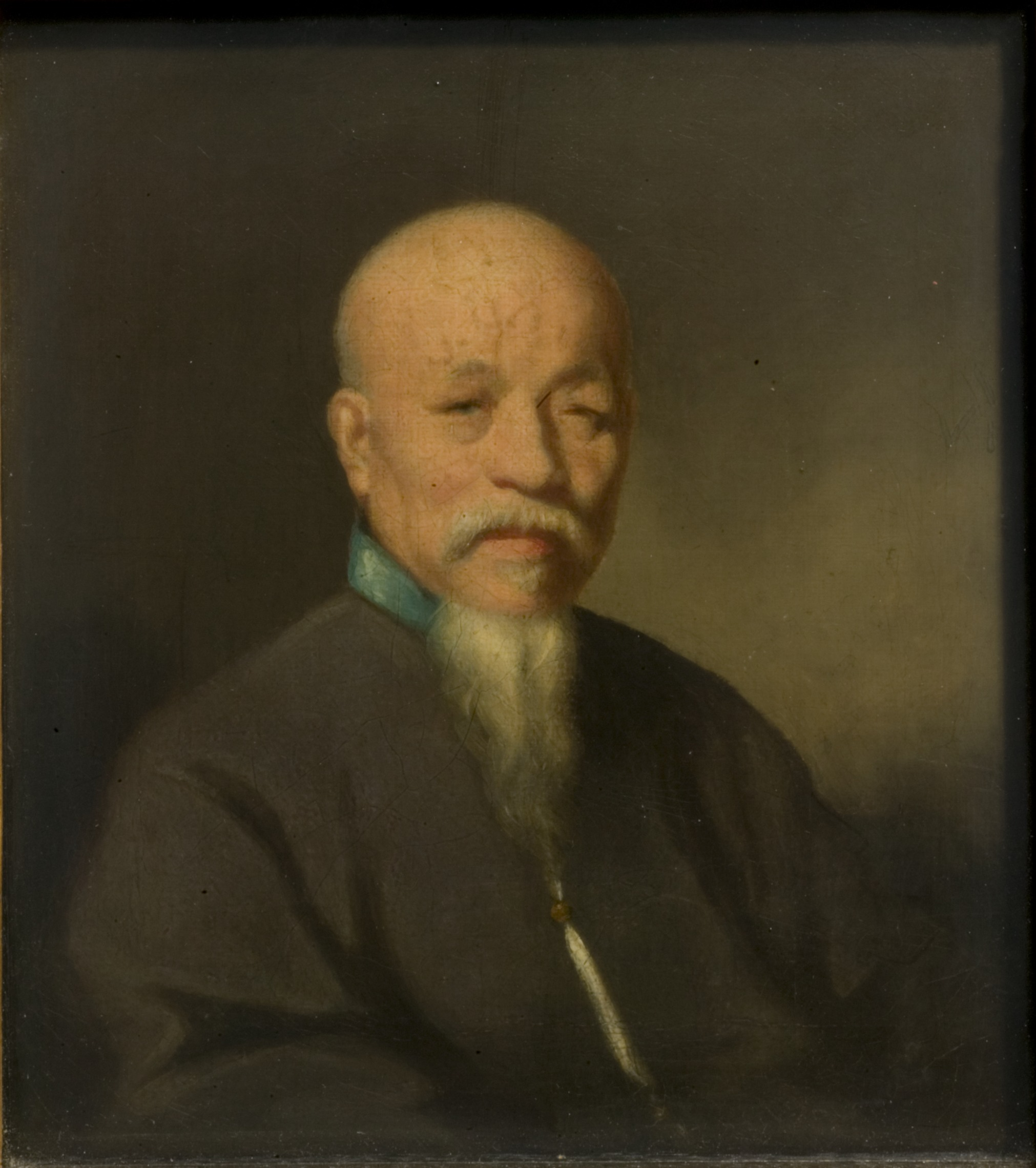
A Chinese Mandarin
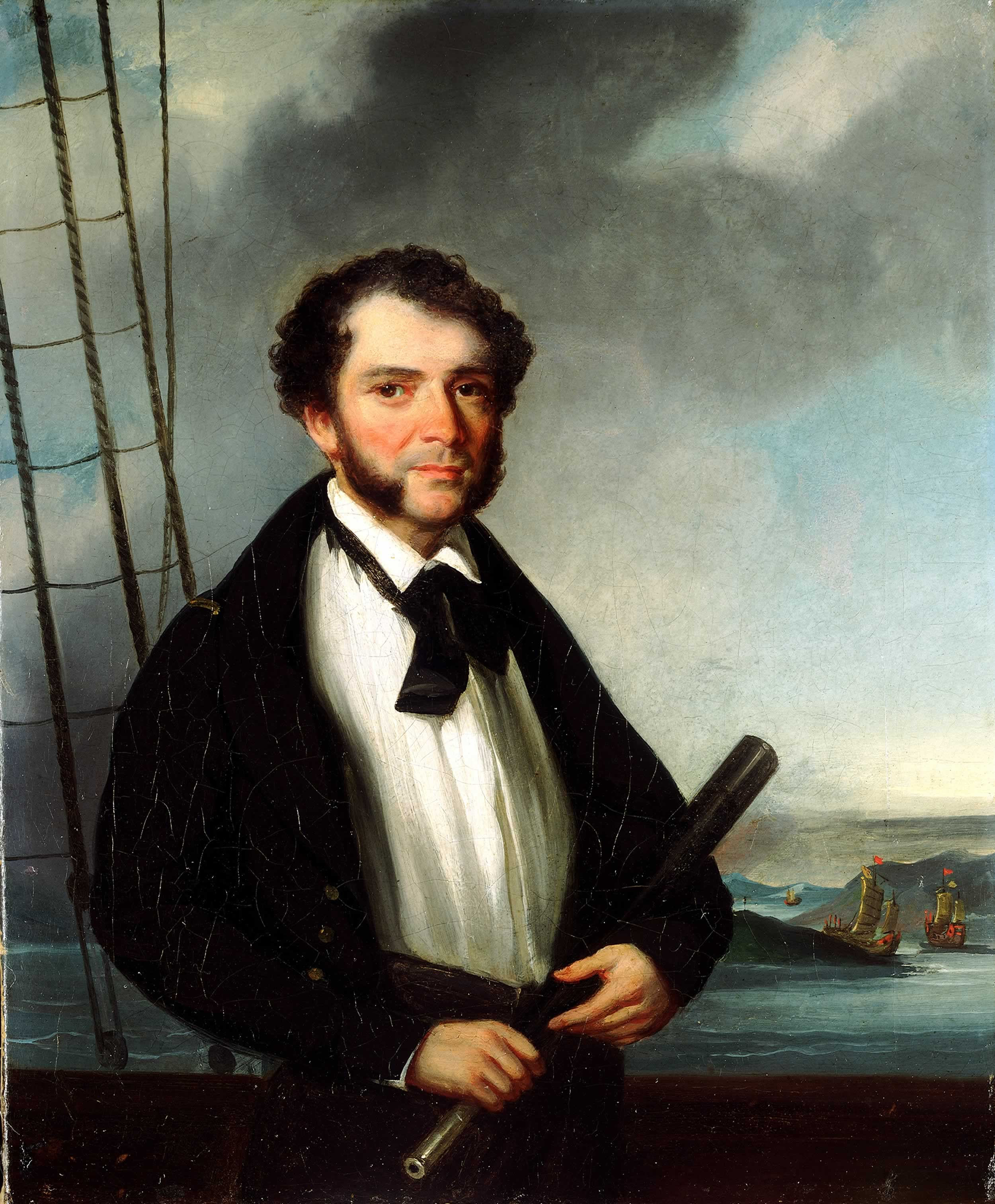
A Merchant Naval Captain
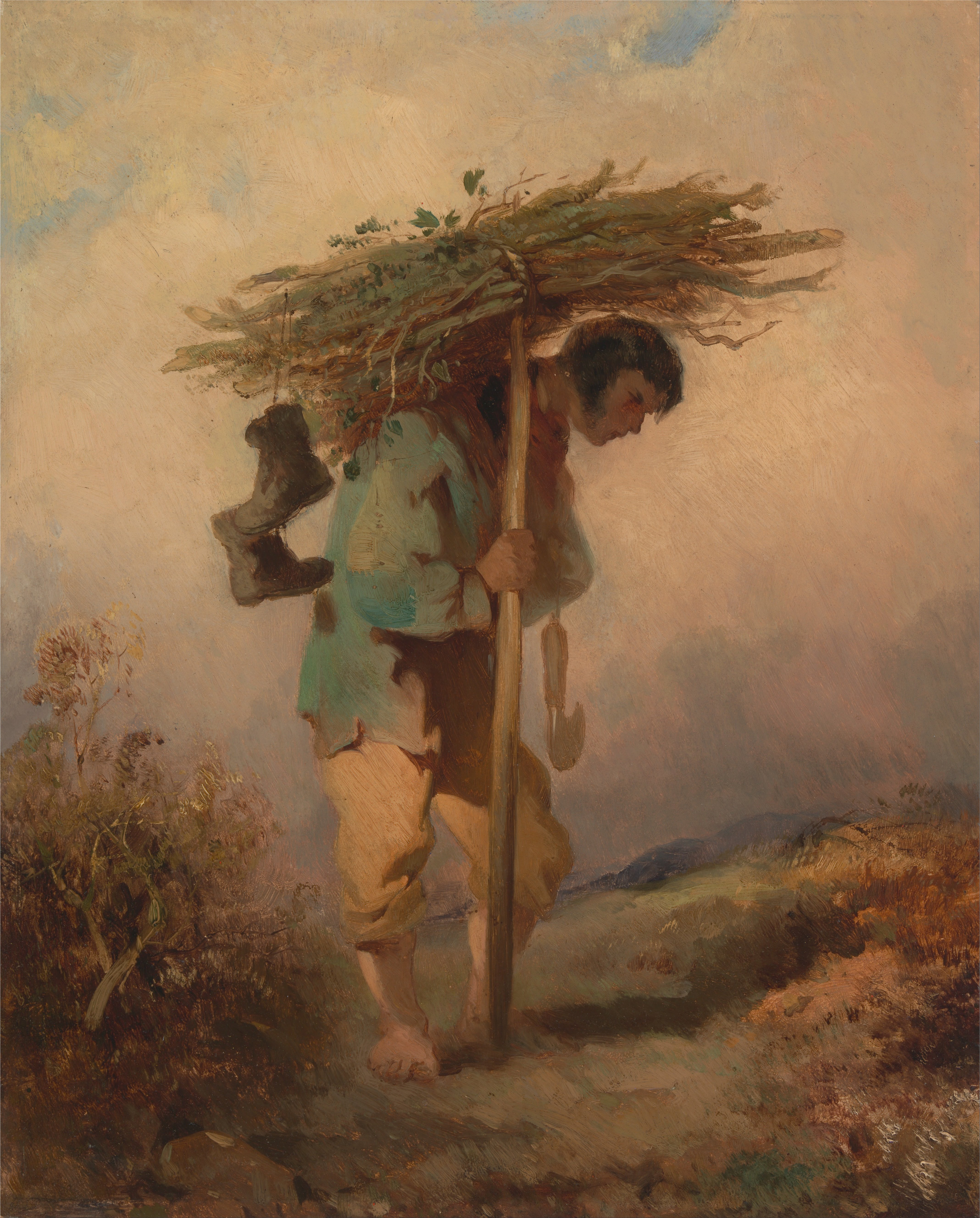
A Man Carrying Faggots
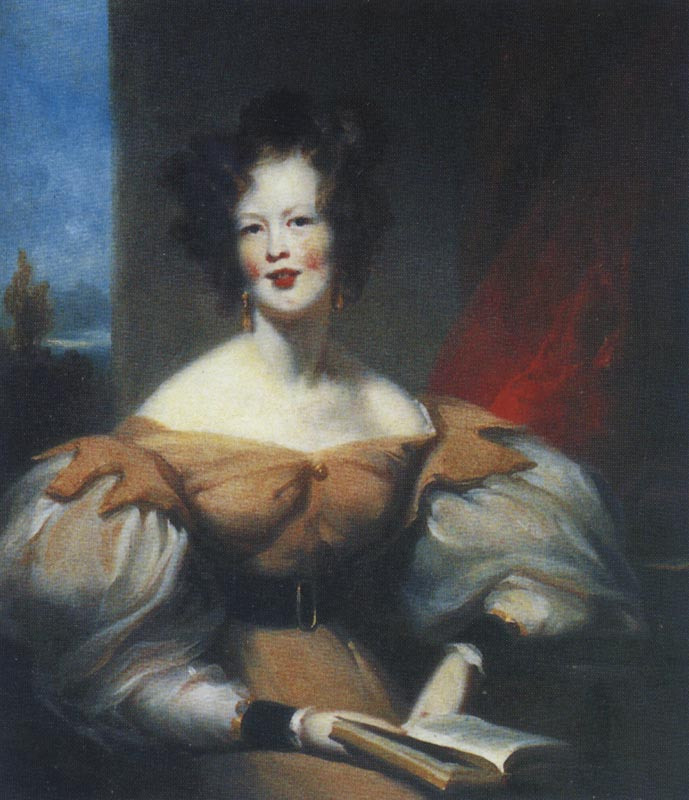
Harriet Low
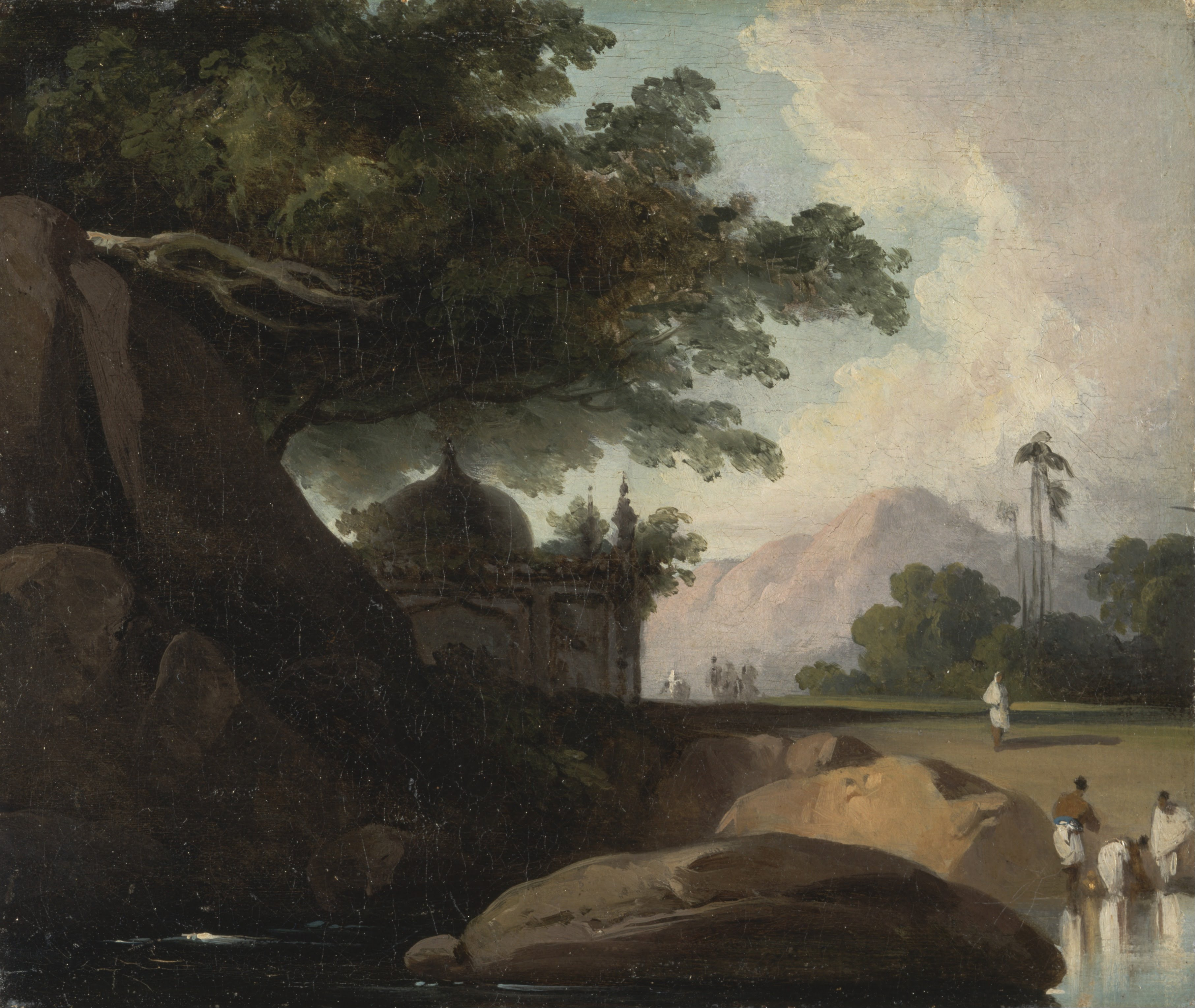
Indian Landscape with Temple
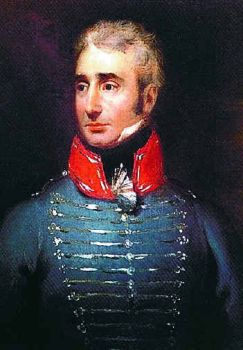
James Achilles Kirkpatrick

## Einzelbelege
1. ↑  Chinnery, George bei pastellists.com, abgerufen am 9. Mai 2014
2. 1 2  Eastern promise: George Chinnery bei independent.co.uk, abgerufen am 9. Mai 2014

| Personendaten    | Personendaten                  |
| ---------------- | ------------------------------ |
| NAME             | Chinnery, George               |
| KURZBESCHREIBUNG | britischer Maler               |
| GEBURTSDATUM     | 5. Januar 1774                 |
| GEBURTSORT       | London, Vereinigtes Königreich |
| STERBEDATUM      | 30. Mai 1852                   |
| STERBEORT        | Macau                          |